# John Merle Coulter
John Merle Coulter (ur. 20 listopada 1851 w Ningbo, Chiny, zm. 23 grudnia 1928 w Yonkers (Nowy Jork) – amerykański botanik, naukowiec i nauczyciel akademicki związany z University of Chicago.

## Życiorys

### Dzieciństwo i młodość
Urodził się w roku 1851 w Chinach, gdzie jego rodzice, Moses i Caroline Coulterin, byli prezbiteriańskimi misjonarzami.  Uczył się w Hanover College, otrzymując stopień A.B. w roku 1870 i M.A. w roku 1873, a następnie studiował w Indiana State University, otrzymując w roku 1882 stopień doktora (PhD).

### Praca zawodowa
W czasie studiów doktoranckich John M. Coulter pracował jako profesor nauk przyrodniczych w Hanover College (1874–1879) i wykładał biologię w Wabash College (1879–1891). W następnych latach był rektorem Indiana State University (1891–1893) i Lake Forest College (1893-1896) oraz dziekanem Wydziału Botaniki University of Chicago (1896–1925, do odejścia na emeryturę). Jako emeryt pracował w Boyce Thompson Institute for Plant Research w Yonkers (Nowy Jork).
Poza akademicką pracą naukowo-dydaktyczną John M. Coulter działał m.in. jako:
- asystent F.V. Haydena, prowadząc w roku 1872 badania geologiczne i botaniczne na obszarze dzisiejszego Parku Narodowego Yellowstone,
- współzałożyciel czasopisma Botanical Bulletin (1875), które wkrótce zostało przemianowane na Botanical Gazette (współcześnie International Journal of Plant Sciences)[5][6],
- poszukiwacz korelacji między nauką i religią, czym był bardzo zainteresowany jako zdecydowany ewolucjonista i prezbiterianin.

## Publikacje (wybór)
Wybór według Biodiversity Heritage Library (autorstwo i współautorstwo):

- 1874 – Synopsis of the flora of Colorado,
- 1885 – Manual of the botany (Phænogamia and Pteridophyta) of the Rocky mountain region, from New Mexico to the British boundary,
- 1885 – Text-book of western botany : consisting of Coulter's Manual of the botany of the Rocky mountains, to which is prefixed Gray's lessons in botany (for the use of schools and colleges between the Mississippi river and the Rocky mountains),
- 1886 – Handbook of plant dissection,
- 1888 – Revision of North American Umbelliferae,
- 1889 – Manual of the botany of the northern United States : including the district east of the Mississippi and north of North Carolina and Tennessee,
- 1900 – An analytical key to some of the common, wild and cultivated species of flowering plants,
- 1900 – Plant relations; a first book of botany,
- 1900 – Plant studies; an elementary botany,
- 1900 – Plant structures; a second book of botany,
- 1900 – Plants; a text-book of botany,
- 1901 – Morphology of spermatophytes,
- 1901 – Plant relations; a first book of botany,
- 1903 – Morphology of angiosperms (Morphology of spermatophytes, Part II),
- 1903 – The phylogeny of angiosperms,
- 1904 – Handbook of plant morphology; being the Handbook of plant dissection,
- 1904 – Plant structures; a second book of botany,
- 1905 – Plant studies; an elementary botany,
- 1906 – A text-book of botany for secondary schools,
- 1906 – Plant structures; a second book of botany,
- 1907 – Plants : a text-book of botany,
- 1909 – A text-book of botany for secondary schools,
- 1909 – New manual of botany of the central Rocky mountains (vascular plants),
- 1909 – Practical nature study and elementary agriculture; a manual for the use of teachers and normal students,
- 1910 – A textbook of botany for colleges and universities,
- 1910 – Morphology of gymnosperms,
- 1910 – Plant relations : a first book of botany,
- 1912 – Heredity and eugenics; a course of lectures summarizing recent advances in knowledge in variation, heredity, and evolution and its relation to plant, animal and human improvement and welfare,
- 1913 – Elementary studies in botany,
- 1913 – Practical science; an address delivered on the occasion of the dedication of Plant industry hall, at the University farm, on Tuesday, June tenth, nineteen hundred thirteen,
- 1917 – Morphology of gymnosperms,
- 1918 – Plant genetics,

W zbiorach bibliotek amerykańskich są przechowywane również inne dokumenty, m.in. korespondencja Johna M. Coultera z rodzicami, dokumenty osobiste rodziców z czasów misji w Chinach, listy i pamiątki szkolne, projekty wielu wykładów i artykułów
Pisma są udostępniane w wersji cyfrowej (zob. np. artykuł nt. A Preliminary Revision of the North American Species of Cactus, Anhalonium and Lophophora Living Rocks of Mexico).

## Wyróżnienia
W roku 1909 John M. Coulter został wybrany do National Academy of Sciences. Otrzymał tytuł członka honorowego takich towarzystw naukowych, jak: 
- American Association of University Professors,
- Indiana Illinois Academy of Science,
- Chicago Academy of Science,
- Botanical Society of America,
- American Association for the Advancement of Science,

i w każdym z nich pełnił okresowo funkcję przewodniczącego.

## Upamiętnienie
- University Chicago Press publikuje John M. Coulter Review[11].
- W miejscowości Portage (Indiana) nazwę John Merle Coulter Nature Preserve nadano 92-akrowemu obszarowi ochrony przyrody z 400 gatunkami roślin[12].
- Imię Johna M. Coultera otrzymały dwa gatunki roślin kwiatowych, np.   Coultcrophytum (Robinson)[10][a].
- University of Chicago ustanowił John M. Coulter Research Fellowship[10].